# Мусино (Кугарчинский район)
Мусино (баш. Муса) — деревня в Кугарчинском районе Республики Башкортостан Российской Федерации. Входит в состав Новопетровского сельсовета.

## География

### Географическое положение
Расстояние до:
- районного центра (Мраково): 11 км,
- центра сельсовета (Саиткулово): 4 км,
- ближайшей ж/д станции (Мелеуз): 77 км.

## Население
| 2002 | 2009 | 2010 |
| ---- | ---- | ---- |
| 118  | ↗139 | ↘103 |

Национальный состав
Согласно переписи 2002 года, преобладающая национальность — башкиры (92 %).